# Ібн аль-Мукаффа

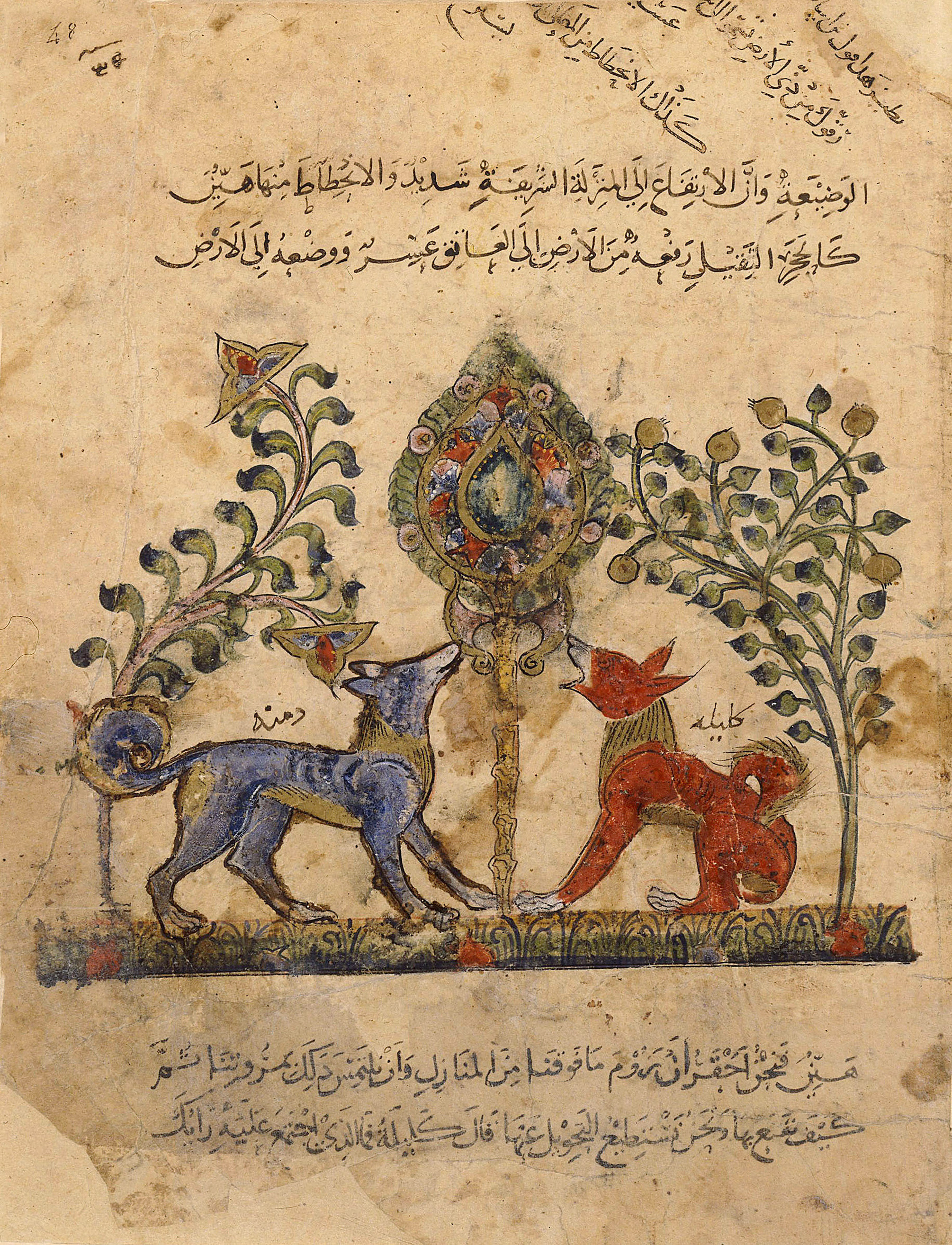

Абу Амр (Абу Мухаммад) Абдуллах ібн аль-Мукаффа, більш відомий як Ібн аль-Мукаффа (араб. ابن المقفع — «син людини з відсохлою рукою»), до звернення в іслам — Рузбіх син Дадавайха (Дадое) [3]; (Бл. 721, 723 або 724, Ардашир-Хваррах — 757, 759 або 760, Басра) — арабо-перський письменник.
Належав до знатного перського роду; при народженні отримав стародавнє іранське ім'я Рузбіх, яке при наверненні в іслам, вже в зрілому віці, змінив на Абдаллах. Його батько Дадое служив Омейядам як збирач податків; після перевірки, що супроводжувалася тортурами, втратив можливість володіти лівою рукою і отримав прізвисько аль-Мукаффа («людина з відсохлою або скоцюрбленою рукою»). Дадое готував свого сина до державної служби, для якої було обов'язковим володіння арабською мовою. У Басрі, куди переїхала сім'я, Ібн аль-Мукаффа під керівництвом відомих наставників освоїв мову і граматику.
Займаючи посаду секретаря у Іси ібн Алі, дядька халіфа аль-Мансура, Ібн аль-Мукаффа втрутився в аббасидські інтриги і був страчений.
Перекладав на арабську мову «Категорії» Аристотеля, «Худай-наме» (джерело для «Шах-наме» Фірдоусі) і «Каліла і Димна» (інакше — байки Бідпая); останній твір, з його версією, було переведено по кілька разів на всі мови, як східні, так і європейські, і зробило величезний вплив на народну словесність.